# Invincible (5ive-album)
Az Invincible a brit Five együttes 1999-ben megjelent, második stúdióalbuma. 2000-ben újra megjelent, új csomagolásban, és öt koncertfelvétellel, amelyet a 2000-es világkörüli turnén rögzítettek. Világszerte 2,5 millió példányban kelt el.

## Az album dalai

### Angliai és nemzetközi kiadás
1. If Ya Gettin’ Down (R. Stannard, J. Gallagher, J. Brown, S. Conlon, R. Breen) – 2:59
2. Keep On Movin’ (R. Stannard, J. Gallagher, J. Brown, S. Conlon, R. Breen) – 3:17
3. Don’t Wanna Let You Go (R. Stannard, J. Gallagher, J. Brown, S. Conlon, R. Breen) – 3:23
4. We Will Rock You (Brian May) – 2:56
5. Two Sides to Every Story (Mikkel S. E., Hallgeir Rustan, Tor Erik Hermansen, R. Neville, S. Robinson) – 3:27
6. You Make Me a Better Man (Mikkel S. E., Hallgeir Rustan, Tor Erik Hermansen, R. Neville, S. Robinson) – 4:18
7. Invincible (R. Stannard, J. Gallagher, J. Brown, S. Conlon, R. Breen) – 4:10
8. It’s Alright (R. Stannard, J. Gallagher, J. Brown, S. Robinson, R. Neville) – 4:16
9. Serious (J. Brown, R. Breen, Andreas Carlsson) – 3:22
10. How Do Ya Feel (R. Stannard, J. Gallagher, J. Brown, S. Conlon, R. Breen, S. Robinson, R. Neville) – 3:29
11. Everyday (R. Stannard, J. Gallagher, J. Brown, S. Conlon, R. Breen) – 4:18
12. Mr. Z (R. Stannard, J. Gallagher, R. Norris, R. Breen, J. Brown, S. Conlon) – 2:50
13. Sunshine – (R. Stannard, J. Gallagher, R. Breen, J. Brown, S. Conlon) – 3:22
14. Battlestar (R. Stannard, J. Gallagher, R. Norris, R. Breen, J. Brown, Phillips, Larson) – 4:06

Van rajta egy rejtett dal, az 'Inspector Gadget.

### Amerikai kiadás
1. Don’t Fight It Baby (S. Mac, W. Hector, A. Tennant)
2. If Ya Gettin’ Down (R. Stannard, J. Gallagher, J. Brown, S. Conlon, R. Breen) – 2:59
3. Keep On Movin’ (R. Stannard, J. Gallagher, J. Brown, S. Conlon, R. Breen) – 3:17
4. Don’t Wanna Let You Go (R. Stannard, J. Gallagher, J. Brown, S. Conlon, R. Breen) – 3:23
5. We Will Rock You (Brian May) – 2:56
6. Two Sides to Every Story (Mikkel S. E., Hallgeir Rustan, Tor Erik Jermansen, R. Neville, S. Robinson) – 3:27
7. You Make Me a Better Man (Mikkel S. E., Hallgeir Rustan, Tor Erik Jermansen, R. Neville, S. Robinson) – 4:18
8. Invincible (R. Stannard, J. Gallagher, J. Brown, S. Conlon, R. Breen) – 4:10
9. It’s Alright (R. Stannard, J. Gallagher, J. Brown, S. Robinson, R. Neville) – 4:16
10. Serious (J. Brown, R. Breen, Andreas Carlsson) – 3:22
11. How Do Ya Feel (R. Stannard, J. Gallagher, J. Brown, S. Conlon, R. Breen, S. Robinson, R. Neville) – 3:29
12. Everyday (R. Stannard, J. Gallagher, J. Brown, S. Conlon, R. Breen) – 4:18
13. Battlestar (R. Stannard, J. Gallagher, R. Norris, R. Breen, J. Brown, Phillips, Larson) – 4:06

## Közreműködők
- Richard ’Abs’ Breen – ének
- Jason ’J’ Brown – ének
- Sean Conlon – ének
- Ritchie Neville – ének
- Scott Robinson – ének

## Kislemezek
- 1999 – If Ya Gettin’ Down #2 UK
- 1999 – Keep On Movin’ #1 UK
- 1999 – How Do Ya Feel
- 2000 – Don’t Wanna Let You Go #9 UK
- 2000 – We Will Rock You #1 UK